# L'Enfant (nouvelle, 1883)
Pour les articles homonymes, voir L'Enfant.
Ne doit pas être confondu avec L'Enfant (nouvelle, 1882).
L'Enfant est une nouvelle de Guy de Maupassant, parue en 1883.

## Historique
L’Enfant est initialement publiée dans la revue Gil Blas du 18 septembre 1883, sous le pseudonyme Maufrigneuse,.
Cette nouvelle raconte le drame des avortements clandestins. L’auteur a publié une autre nouvelle du même titre en 1882.

## Résumé
Le médecin du village raconte lors d’un dîner chez la baronne le cas d'une fille ayant accouché seule et qui a ensuite parcouru deux kilomètres à pied pour aller jeter le bébé dans une marnière. Il fait part de son admiration pour cette femme, et s'indigne de cette fausse morale qui « fait un crime de l'embrassement libre de deux êtres ». La baronne est outrée, le médecin lui assène que, n’ayant pas de passion, elle ne peut comprendre le courage de cette femme et prend en exemple un fait dont il a été témoin.
Il raconte ainsi l'histoire d'une jeune fille qu’il voyait régulièrement en consultation, et qui, à douze ans, était déjà une femme « et harcelée sans repos par des désirs d’amour ». On la marie à quinze ans, mais son mari meurt d'épuisement deux ans plus tard. Elle est mariée deux nouvelles fois, mais ses deux autres maris subissent le même sort. Elle décide de rester seule, mais commence une relation avec son jardinier, duquel elle tombe enceinte sans être mariée. Pour éviter un scandale qui éclabousserait toute sa famille, elle essaie par tous les moyens de se faire avorter, sans succès. Un soir, sa mère lui dit en plaisantant qu'on croirait qu'elle est enceinte. Frappée par ces paroles, elle décide de tuer ce bébé. Elle se fend ainsi le ventre avec un couteau et saisit l'embryon par la jambe, pour le lancer dans la cendre du foyer. Avant d'y parvenir, elle s'évanouit dans un flot de sang.

## Éditions
- L’Enfant, dans Maupassant, Contes et nouvelles, texte établi et annoté par Louis Forestier, éditions Gallimard, Bibliothèque de la Pléiade, 1974  (ISBN 978-2-07-010805-3).